# Allemanche-Launay-et-Soyer
Allemanche-Launay-et-Soyer é uma comuna do departamento de Marne, na região de Grande Leste, no nordeste da França.

## Geografia
O município de Allemanche-Launay-et-Soyer é rodeado por Villeneuve-Saint-Vistre-et-Villevotte ao norte, La Chapelle-Lasson ao nordeste, Marsangis ao leste, Anglure ao sudeste, Beaudement ao sul, Saron-sur-Aube ao sudoeste e Saint-Quentin-le-Verger ao nordeste.